# Montafon-Arlberg-Marathon
Der Montafon-Arlberg-Marathon ist ein Marathon, der jährlich seit 2003 vom Veranstalter Arlberg Runner’s Club in Zusammenarbeit mit der Gemeinde Silbertal und dem Tourismusverband St. Anton am Arlberg durchgeführt wird. Sein Profil weist ihn als Bergmarathon aus. 

## Streckenverlauf

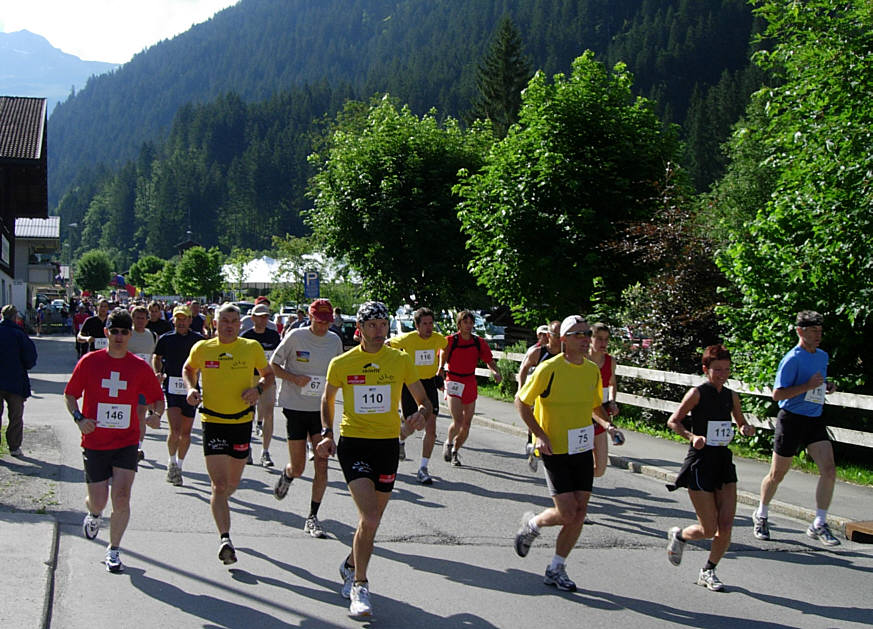
Start beim Montafon-Arlberg-Marathon in Silbertal (2005)

Das Startgelände befindet sich auf 881 m Höhe beim Feuerwehrhaus Silbertal. Zunächst verläuft die Strecke etwa 2 km teilweise auf Asphalt in Richtung Schruns. Nach einer kurzen Steigung geht es dann wieder zurück zum Feuerwehrhaus. Dann beginnt der 18 km lange Anstieg durch das hintere Silbertal, auf Forstwegen bis zur Oberen Freschalpe auf 1890 m, weiter hinauf auf einem Bergpfad, wo mit 1945 m der höchste Punkt erreicht wird, zum Silbertaler Winterjöchle am Fuße des Patteriols, eines der Dreitausender der Verwallgruppe.
Danach geht es bergab und meistens auf Forstwegen an der Konstanzer Hütte (1688 m) vorbei durch das Verwalltal, weiter nach St. Jakob am Arlberg auf ca. 1280 m, von wo aus die letzten paar Kilometer über Nasserein (östlich von St. Anton) durch die Au zur Kirche wieder leicht ansteigen, bis das Ziel (1304 m) in St. Anton am Arlberg erreicht wird. 
11 km der Strecke verlaufen auf Asphalt, ca. 26,7 km auf Forstwegen und ca. 4,5 km auf Bergpfaden. Das Zeitlimit beträgt acht Stunden. Die 16. Austragung war am 30. Juni 2018.

### Neue Streckenführung seit 2019
Für 2019 wird die Strecke des Bergmarathons geändert – er startet am 29. Juni 2019 erstmals in St. Anton am Arlberg und endet nach 42,195 km in Silbertal.

## Statistik

### Streckenrekorde
- Männer: 2:53:21 h,  Miklós Zatykó, 2007
- Frauen: 3:24:37 h,  Joanna Chmiel, 2003

### Siegerliste
| Nr. | Datum         | Männer               | Zeit      | Frauen                      | Zeit      |
| --- | ------------- | -------------------- | --------- | --------------------------- | --------- |
| 18  | 10. Juli 2021 | Patrick Spettel      | 3:18:26,5 | Annika Stoll                | 4:02:55,6 |
| 17  | 29. Juni 2019 | Christoph Hillebrand | 3:10:22,9 | Lena Steuri                 | 3:49:48,8 |
| 16  | 30. Juni 2018 | Gerhard Kaufmann     | 3:22:44,3 | Lena Steuri                 | 3:48:11,3 |
| 15  | 1. Juli 2017  | Oldřich Janeček      | 3:27:13,5 | Andrea Feuerstein-Rauch -3- | 3:50:37,2 |
| 14  | 2. Juli 2016  | Niklas Kröhn         | 3:26:05,9 | Veronika Limberger          | 3:51:28,4 |
| 13  | 4. Juli 2015  | Gabor Muhari         | 3:21:02,5 | Andrea Feuerstein-Rauch -2- | 3:46:27,3 |
| 12  | 5. Juli 2014  | Stephan Hugenschmidt | 3:14:47,0 | Andrea Feuerstein-Rauch     | 4:14:59,6 |
| 11  | 6. Juli 2013  | Martin Knell         | 3:21:34,0 | Astrid Müller               | 3:39:49,7 |
| 10  | 7. Juli 2012  | Dietmar Rudigier     | 2:55:04,1 | Barbara Stockklauser        | 3:28:36,8 |
| 9   | 2. Juli 2011  | Florian Holzinger    | 3:05:05,8 | Erzsebet Prokopp            | 3:52:36,9 |
| 8   | 3. Juli 2010  | Felix Schenk         | 3:14:18,7 | Henriette Holzknecht        | 3:49:39,6 |
| 7   | 4. Juli 2009  | Gergely Rezessy -2-  | 2:54:22,1 | Karoline Dohr -2-           | 3:38:51,7 |
| 6   | 5. Juli 2008  | Gergely Rezessy      | 2:54:01   | Deborah Balz                | 3:26:56   |
| 5   | 7. Juli 2007  | Miklós Zatykó        | 2:53:21   | Petra Pfister               | 3:30:27   |
| 4   | 8. Juli 2006  | Gerd Frick -4-       | 3:02:13   | Karolina Dohr               | 3:34:51   |
| 3   | 9. Juli 2005  | Gerd Frick -3-       | 3:02:47   | Joanna Chmiel -3-           | 3:31:59   |
| 2   | 7. Aug. 2004  | Gerd Frick -2-       | 2:55:02   | Joanna Chmiel -2-           | 3:37:43   |
| 1   | 9. Aug. 2003  | Gerd Frick           | 2:57:59   | Joanna Chmiel               | 3:24:37   |

### Entwicklung der Finisherzahlen
| Jahr | Gesamt Marathon | Männer | Frauen |
| ---- | --------------- | ------ | ------ |
| 2016 | 266             | 213    | 53     |
| 2010 | 182             | 156    | 26     |
| 2009 | 218             | 195    | 23     |
| 2008 | 211             | 184    | 27     |
| 2007 | 233             | 201    | 32     |
| 2006 | 204             | 180    | 24     |